# Grabstele des Aristion
Die Grabstele des Aristion, auch Stele Aristionos, Aristion-Stele und Marathon-Stele im Archäologischen Nationalmuseum in Athen (NAMA) mit der Inventarnummer 29 wird in die Zeit um 510 v. Chr. datiert.
Die Skulptur wurde 1839 in Velanideza in Attika gefunden. Sie wurde aus Pentelischem Marmor gefertigt und hat eine Höhe von 2,02 m, die Basis von 0,24 m. Die Stele wurde zusammen mit ihrer Basis gefunden. Der oberste Teil oberhalb des Kopfes und die Bekrönung fehlen. Am oberen Ende der Basis ist eine Inschrift eingemeißelt, die den Namen des Grabinhabers im Genitiv wiedergibt: Ἀριστίονος „des Aristion“. Aristion wird als bärtiger Hoplit gezeigt, der in seitlicher Ansicht nach rechts wiedergegeben ist. Er trägt einen dünnen, kurzen Chiton, darüber ein Korselett. Dieses war in der Antike mit farblichen Mustern – Mäander, Zickzacklinien und auf der Schulter einen Stern – verziert. Auch der Rest der Statue war sowohl großflächig wie auch im Detail verziert, wie Reste roter, gelber und blauer Farbe nahelegen. Aristion trägt weiterhin einen attischen Helm sowie Beinschienen. Während der rechte Arm an der Seite herunterhängt, hält er in der linken Hand einen Speer. Unter der Standfläche der nackten Füße ist ein horizontales Inschriftenband eingearbeitet, das den Hersteller der Stele nennt: ἔργον Ἀριστοκλέος „Werk des Aristokles“. Einige Details sind besonders herausgearbeitet, so der wellige Bart, das Haar oder in Ansätzen auch die Muskeln an Armen, Beinen und der Brust. Das Werk gilt als eine der besten Skulpturen der Spätarchaik.
Möglicherweise handelt es sich bei Aristion um den Bildhauer Aristion von Paros. Die Stele darf nicht mit der Stele des Aristion aus Ephesos verwechselt werden.